# Mimosybra laevicollis
Mimosybra laevicollis là một loài bọ cánh cứng trong họ Cerambycidae.